# رود استوخید
رود استوخید ریزابه راست رود پریپیات است. این رود از استان ولین در کشور اوکراین می‌گذرد و طول آن ۱۸۸ کیلومتر (۱۱۷ مایل) است.